# Abuta imene
Abuta imene är en tvåhjärtbladig växtart som först beskrevs av C. Martius, och fick sitt nu gällande namn av August Wilhelm Eichler. Abuta imene ingår i släktet Abuta och familjen Menispermaceae. Inga underarter finns listade i Catalogue of Life.